# Humour libre
Humour Libre est une collection de bande dessinée des éditions Dupuis, qui regroupait des séries de type humoristique absurde, noir et cynique. La collection n'a  pas duré.

## Liste des Séries
- Les Baby-sitters
- Durant les travaux, l'exposition continue...
- La fille du professeur
- Les Gosses
- Lolo et Sucette
- Spoon & White
- Monde Cruel !
- Les Égoïstes
- Robotix
- Phoénix
  - Gary Larson